# Kamenné řady Kounov

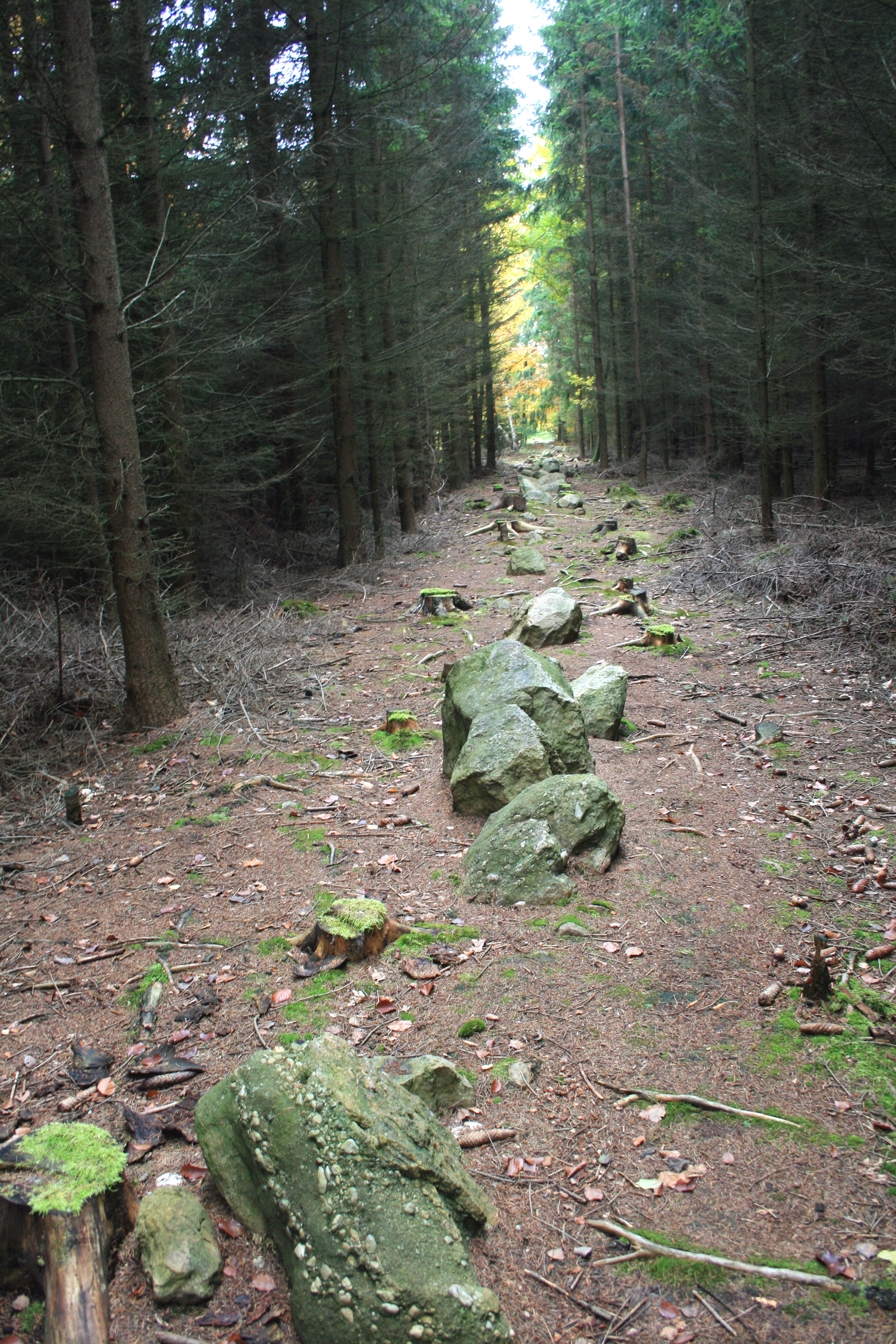
Jeden z nejzachovalejších úseků Kounovských kamenných řad

Kamenné řady u Kounova se nacházejí v přírodním parku Džbán na náhorní plošině Rovina nad Kounovem v katastrálním území obce Domoušice v okrese Louny. Jedná se o památku nejasného stáří, účelu a původu. Lokalita je chráněna jako kulturní památka. Řady bývají považovány za pravěkou megalitickou observatoř, kultovní místo nebo za novověké meze polí, ale existují i další hypotézy.
Z železniční stanice Mutějovice, položené na trati Most–Rakovník, vede ke kamenným řadám žlutě značená turistická trasa do Kounova a naučná stezka k hradu Pravda.

## Popis lokality

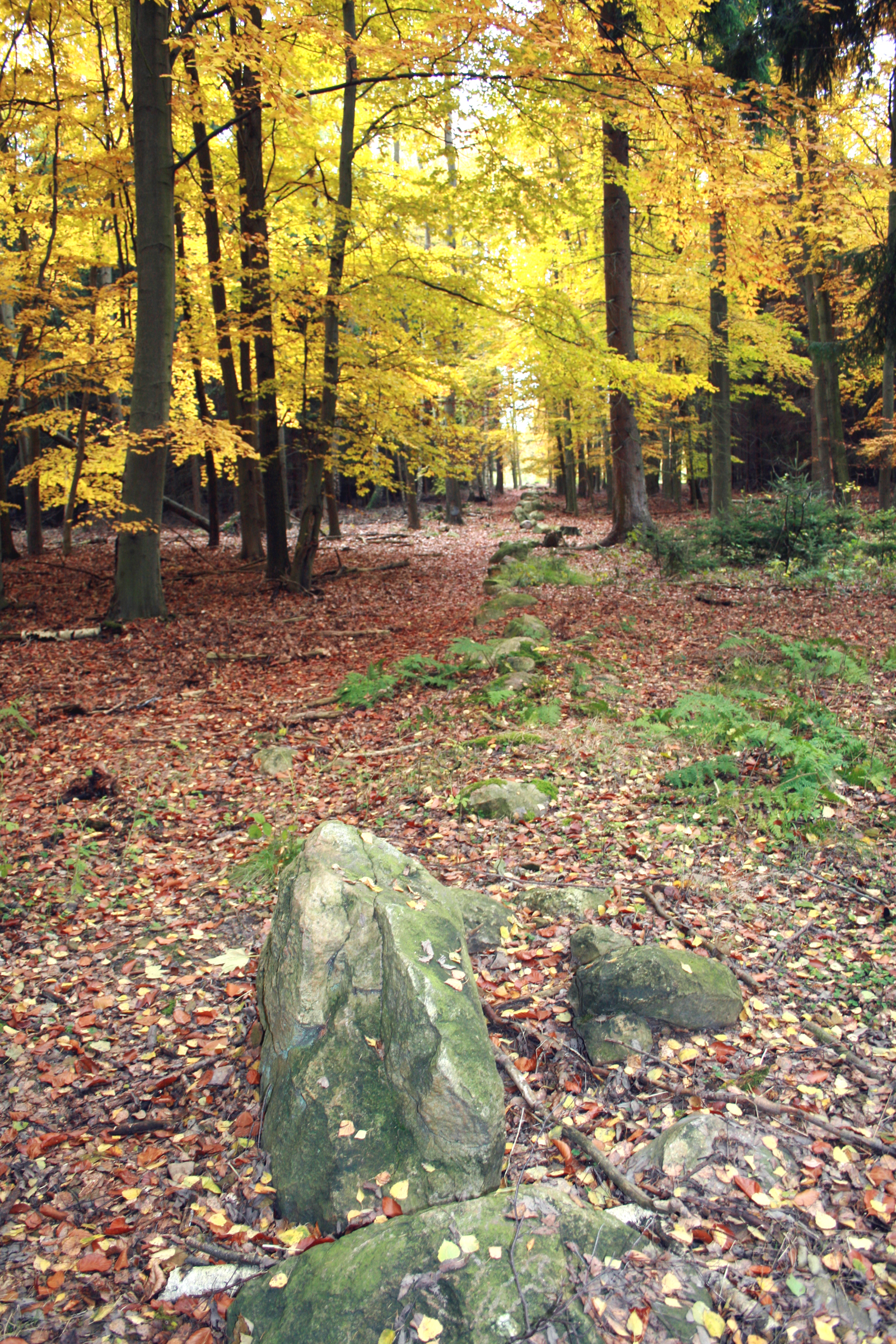
Kounovské kamenné řady

Na lokalitě o rozloze zhruba 11 ha, porostlé smíšeným lesem, trávou a křovisky, se nachází 14 neúplných rovnoběžných řad, sestavených z více než dvou tisíc neopracovaných kamenů – podle Jaroslava Helšuse a Antonína Hluštíka jich na počátku osmdesátých let 20. století bylo 2240. Křemencové kameny s vysokým podílem oxidu křemičitého vznikly druhotným zpevněním paleogenních písků a štěrků nad úrovní opukové plošiny v průběhu eocénu a oligocénu. Řady mají takřka přesnou severojižní orientaci. Vzdálenost mezi nimi je nepravidelná, od 11 do 18 m. Délka řad kolísá od 50 do 350 metrů, kameny v nich jsou maximálně 50–60 cm vysoké.
Lokalitu přetíná lesní cesta. V prostoru řad nebo v jejich blízkém okolí se nalézá jen pět větších balvanů. Kámen, nazývaný Pegas, leží v jihozápadní části areálu mezi druhou a třetí řadou. Kámen, zvaný Gibbon (nebo také Gibbon I), se nachází na severovýchodě areálu, v prostoru za poslední řadou. Další kámen, s přírodní prohloubeninou, slouží v druhotné poloze jako krmítko pro zvěř v hájovně západně od řad (bývá označován jako Gibbon II). V poli východně od řad se nacházejí, údajně v nepůvodní poloze, dva samostatné balvany, označované jako menhiry. Mnoho křemencových balvanů, podobných kamenům v řadách, leží v lese pod severním svahem náhorní plošiny.
Kameny v řadě č. 12 byly vkládány do 30 cm hlubokého žlabu, sahajícího až na opukové podloží. Pak k nim byla nahrnuta zemina, vytvářející jakýsi valovitý násep, nebo byly podloženy drobnějšími kameny pro zachování stability. Na obvodu kamene zvaného Gibbon archeologové zjistili záměrné opracování – výřez ve tvaru rozevřeného písmene V. Ve 21. století se existenci opracování nepodařilo potvrdit.
Podobné, i když zdaleka ne tak zachované řady kamenů, lze nalézt u Nečemic a Klučku. Nečemické kamenné řady jsou umělého původu, ale jejich pravěké stáří je nejisté. Pravděpodobně se jedná o hranice pastvin. V případě lokalit na vrchu Špičák u Kounova nebo u Klučku jde nejspíše o akumulace bloků silkret, přičemž rozměry některých bloků dosahují tří metrů. Vyčleňování tamních kamenů do řad je v obou případech subjektivní.

## Historie zkoumání

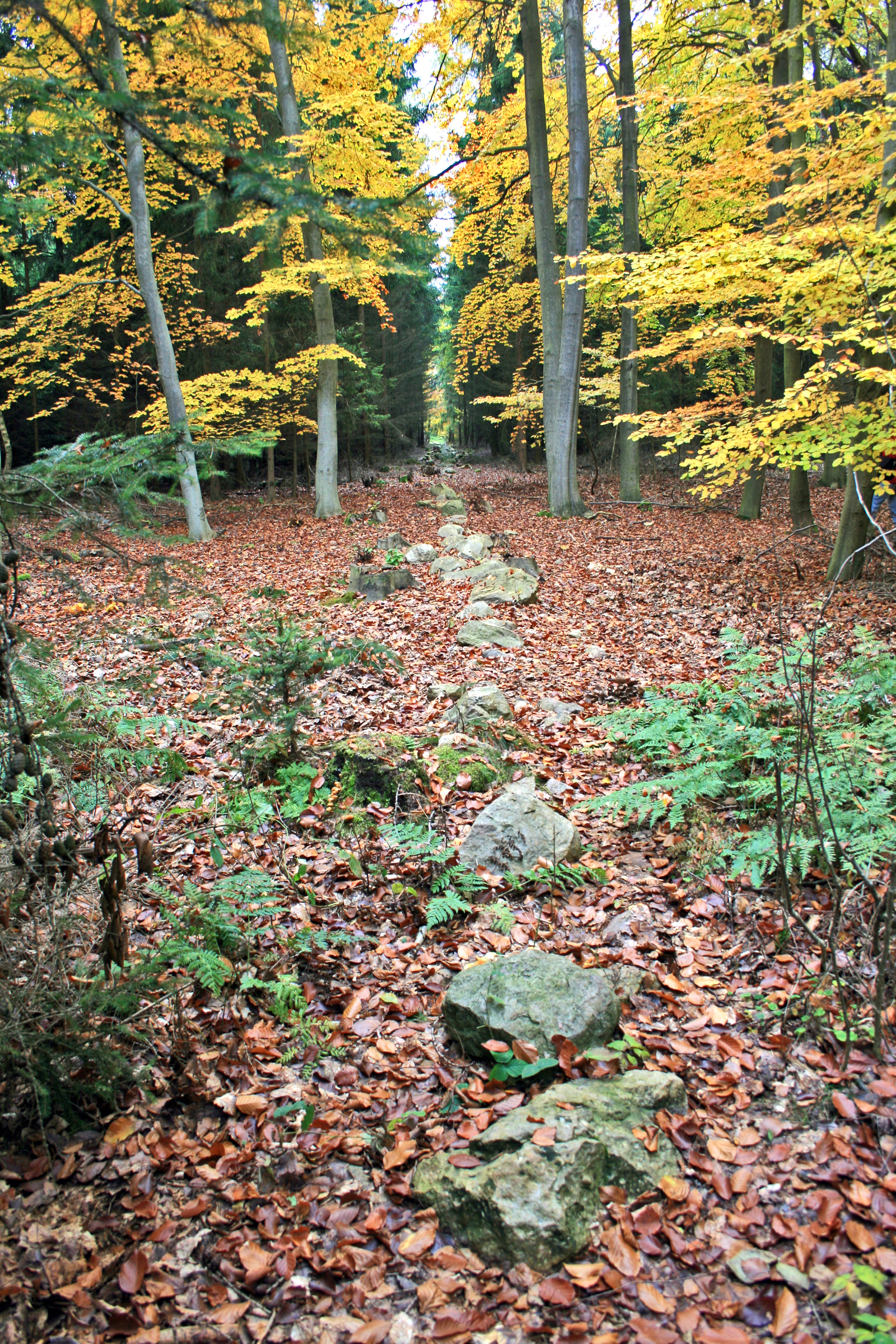
Kounovské kamenné řady

Objevitelem kamenných řad je kounovský učitel Antonín Patejdl. V roce 1934 řady prozkoumal, změřil a upozornil na ně archeology i Památkový úřad. Zároveň o nich publikoval první zprávu, která vyšla ve vlastivědném sborníku žateckého muzea Krajem Lučanů. Antonín Patejdl v ní kounovské řady označil za „jedinečnou praehistorickou stavbu nejen u nás, nýbrž v celé střední Evropě“, která by podle něj mohla být v přímé souvislosti s halštatským hradištěm Na Rovinách, vzdáleným od řad jen několik set metrů. Podařilo se mu také zjistit, že ještě na konci 19. století byl patrně u jedné z řad zachován úplný kamenný kruh o průměru pět metrů.
V únoru 1937 publikoval Josef Korelus výsledky vykopávek provedených Českým museem v Žatci. Zjistili, že dva ze tří zkoumaných kamenů byly upevněny v lůžku tvořeném půlkruhem menších křemencových kamenů.
Ke kounovským řadám se výzkumníci vrátili až v sedmdesátých letech 20. století. Zpočátku šlo jen o amatéry a děti (členy Kosmického klubu, pracujícího pod záštitou lidové hvězdárny v Rokycanech). Tito mladí badatelé pod vedením učitele fyziky Jaroslava Brejchy kamenné řady v průběhu let 1973–1975 v rámci letních výzkumných expedic znovu prozkoumali a zaměřili. Právě oni pojmenovali dva největší kameny v areálu kounovských řad, Pegase a Gibbona. Pegas dostal název podle puklin na svém povrchu, připomínajících stejnojmenné souhvězdí. Největší z kamenů, asi šestitunový Gibbon, objevený už Antonínem Patejdlem, byl pojmenován podle Zlatého gibbona, ceny, kterou v roce 1974 za jejich výzkumy udělili mladým badatelům z Rokycan redaktoři rozhlasového pořadu Meteor. Nakonec se rokycanským nadšencům podařilo znovu vyvolat zájem archeologů o lokalitu, když na řadách začala probíhat nešetrná lesní těžba.
V roce 1976 proběhl malý záchranný archeologický výzkum, vedený Emilií Pleslovou-Štikovou a Jiřím Waldhauserem. Ani tento výzkum nepřinesl žádné zásadní objevy a poznatky. Mezi kameny byly zjištěny stopy po orbě rovnoběžné s řadami, které nebylo možno datovat. Dále se našly středověké a novověké úlomky keramiky, vždy v úrovních prokazatelně mladších než byla doba vzniku řad. Doplňkem kopaných sond bylo i magnetometrické měření, provedené v roce 1977. Zjistilo sice některé anomálie, ty už však nebyly dále ověřovány.
V osmdesátých letech 20. století se výzkumu kamenných řad nad Kounovem soustředěně věnoval amatérský badatel Jaroslav Helšus. Výsledkem jeho práce byla první souborná populárněvědecká publikace o kounovských řadách Kamenné otazníky aneb Megality v Čechách (1991), kterou napsal společně s geologem Antonínem Hluštíkem.
Roku 1996 byly v prostoru řad odebrány vzorky pro pylovou analýzu, kterou provedla palynoložka Vlasta Jankovská. Podle jejích výsledků byla plošina v době uložení pylových zrn odlesněna a využívána k zemědělství. Potvrzeno bylo pěstování žita a výskyt typických plevelů jako šťovík menší a další druhy typické pro člověkem ovlivněné biotopy. Na okrajích polí rostly běžné luční a stepní druhy. V mladší fázi ukládání pylových zrn se zvýšil podíl lesa a podíl zemědělských ploch se zmenšil. Ve stejném období vzrostlo množství pylu vřesu obecného a plavuně vidlačky, které patří mezi indikátory druhotně degradovaných lesních půd. Určit dobu ukládání pylu, nebo dokonce vzniku kamenných řad, se nepodařilo.
V roce 1998 byl proveden průzkum na vyhledávání zlomových struktur v okolí balvanu Pegas pomocí metody molekulární formy prvků. Měřením bylo zjištěno, že zlomy jsou ve směru kamenných řad (sever–jih), dále východ–západ a severovýchod–jihovýchod a protínají se zhruba v bodě kamene Pegas. Existuje tedy možnost vazby mezi směrem tektonických zlomů a kamenných řad.
V letech 2005–2006 byly vykáceny stromy podél některých řad.

## Hypotézy

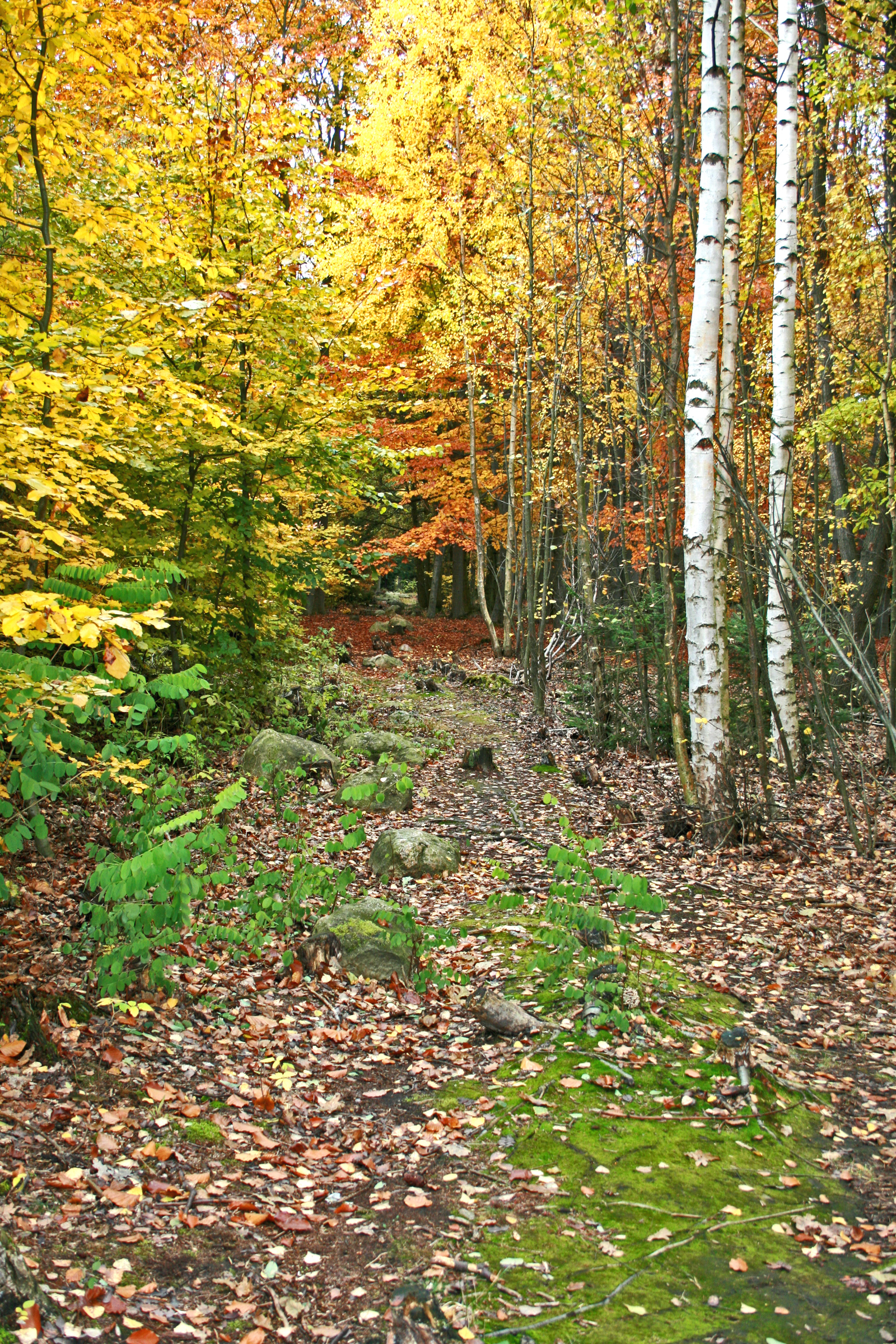
Kounovské kamenné řady

Podle výsledků jednotlivých studiích mohly kamenné řady vzniknout v pravěku, středověku nebo novověku. Jejich případný pravěký účel je nejasný, ale v pozdějších obdobích mohly sloužit jako meze zemědělských pozemků. Archeolog Karel Sklenář pravěký původ řad odmítl. Archeolog Jiří Neustupný navrhl, že kameny vymezovaly pravěké závodní dráhy, ale později sám od této myšlenky ustoupil.
V minulosti se uvažovalo i o tom, že by snad mohlo jít o menhiry, což se ukázalo jako málo pravděpodobné, protože kameny tvořící kounovské řady jsou ploché a ze země vyčnívají minimálně. V jejich okolí se údajně menhiry vyskytovaly, ale nedochovaly se. Stávající podoba kounovských řad není původní. V osmdesátých letech minulého století byly poškozeny lesní těžbou, a to i přes to, že od roku 1976 šlo o chráněné území.
Často uváděná možnost, že řady sloužily jako pravěká observatoř či kalendář, je podpořena tím, že spojnice mezi určitými význačnými kameny – promítnuty na obzor – ukazují na postavení některých nebeských těles (Slunce, Měsíc, Polárka atd.) ve významné dny v roce (např. místo, kde vychází Slunce o zimním slunovratu). Podle výsledků měření Jaroslava Helšuse v roce 2001 a 2002 bývalé kamenné řady na Klučku, zbytky řad u Nečemic I. a II. a řady u Kounova směřují do jediného bodu: do obce Lipno.
Na rozdíl od jiných evropských megalitických památek kounovské řady postrádají vzájemnou tvarovou podobnost jednotlivých kamenů i pravidelnost rozmístění kamenů v řadách. Odlišují se také původem kamenů: byly pravděpodobně sbírány přímo na místě.

## Naučná stezka

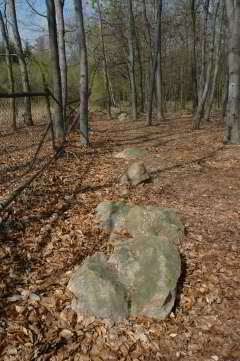
Kounovské kamenné řady

První návrh naučné stezky Kamenné řady u Kounova ze sedmdesátých let dvacátého století, zaměřený pouze na historické a astronomické aspekty lokality, nebyl realizován. Uspěl až pozdější návrh stezky, který zahrnoval také panely s přírodovědnou a ochranářskou tematikou. V této podobě byla naučná stezka otevřena v červnu roku 1987.
Stezka od mutějovického nádraží ke kamenným řadám měří dva kilometry a má jedenáct zastavení s informačními tabulemi. Tři z nich se týkají přímo kamenných řad a jeden panel je věnován nedalekému hradišti z doby halštatské. Ostatní informační tabule popisují přírodní společenstva náhorní plošiny Rovina a obecně přírodního parku Džbán, zvířata i květenu, geologické poměry lokality a také její mineralogické a paleontologické zajímavosti. Úvodní zastávka naučné stezky se nachází u silnice z Mutějovic do Kounova, asi půl kilometru západně od železniční stanice Mutějovice (leží na trati Rakovník–Louny; železniční zastávka Mutějovice-zastávka na trati Praha–Chomutov je od úvodní zastávky naučné stezky vzdálena vzdušnou čarou více než tři kilometry). Prakticky ze stejného místa jako naučná stezka, ale jinou trasou, vede lesem na náhorní plošinu Rovina s kamennými řadami i žlutě značená turistická stezka.
Kamenné řady v posledních dvaceti letech zaznamenávají veliký nárůst počtu návštěvníků. Je patrná jejich občasná údržba, místy je vykácen les a některé řady jsou dobře zřetelné. Na největší kameny – Gibbona a Paegasa – upozorňují tabulky.